# Styringomyia fulani
Styringomyia fulani är en tvåvingeart som beskrevs av Alexander 1975. Styringomyia fulani ingår i släktet Styringomyia och familjen småharkrankar.
Artens utbredningsområde är Nigeria. Inga underarter finns listade i Catalogue of Life.